# Acianthera erebatensis
Acianthera erebatensis är en orkidéart som först beskrevs av Germán Carnevali och Gustavo Adolfo Romero, och fick sitt nu gällande namn av Carlyle August Luer. Acianthera erebatensis ingår i släktet Acianthera och familjen orkidéer.
Artens utbredningsområde är Venezuela. Inga underarter finns listade i Catalogue of Life.